# Jiangong You
Jiangong You – chiński matematyk, od 2016 profesor Nankai University. Zajmuje się równaniami różniczkowymi i układami dynamicznymi.

## Życiorys
Studiował matematykę na Jiangsu Normal University i Nanjing University. Stopień doktora uzyskał w 1989 na Uniwersytecie Pekińskim. W latach 1989-2016 był  zawodowo związany z Nanjing University, a od 2016 jest profesorem Nankai University. 
Swoje prace publikował m.in. w „Communications in Mathematical Physics”, „Journal of Differential Equations”, „Duke Mathematical Journal” i „Inventiones Mathematicae". 
W 2018 roku wygłosił wykład sekcyjny na Międzynarodowym Kongresie Matematyków w Rio de Janeiro, a w 2019 na konferencji Dynamics, Equations and Applications (DEA 2019). 